# Linnaemya fissiglobula
Linnaemya fissiglobula là một loài ruồi trong họ Tachinidae.